# Damiel Dossévi
Damiel Dossévi, född den 3 februari 1983 i Chambray-lès-Tours i Frankrike, är en friidrottare som tävlar i stavhopp.
Dossévis genombrott kom när han vann guld vid U23 EM 2005. Vid både VM 2005 och 2007 blev han utslagen redan i kvaltävlingen. Däremot tog han sig till final vid VM 2009 i Berlin då han slutade på sjätte plats. Han avslutade friidrottsåret 2009 med att bli trea vid IAAF World Athletics Final 2009.

## Personliga rekord
- Stavhopp - 5,75 från 2005